# 宮田麻里乃
宮田 麻里乃（みやた まりの、1991年11月9日 - ）は、2009年度ミス日本グランプリ受賞者。早稲田大学政治経済学部卒業。北海道生まれ、東京都育ち。

## 人物
- 座右の銘は「至誠天に通ず」。
- 2004年4月、女子学院中学校に入学。2005年4月、成城学園中学校に転入。
- 2004年、中学1年生の時、LOOPオーディションをきっかけにタレントとしての活動を始める。2005年、あっ!とおどろく放送局のインターネットテレビ生放送番組で中学2年生にして司会を務める。2006年、映画『スプリング☆デイズ』の主役に抜擢され、出演[2][3]。
- 2007年3月、LOOPを退所。
- 2009年1月、ミス日本コンテストでグランプリに輝く。初の平成生まれ、高校2年生で受賞[4][5]。（当時の将来の夢は経済ジャーナリスト）
- 2009年4月より1年間、BSフジの教育バラエティ番組『We Can☆』で司会を務める[6][7]。
- 2010年4月、早稲田大学政治経済学部に進学[8]。
- 大学時代は早稲田大学英語部(WESA)に所属。学部の専門は船木ゼミでゲーム理論を学ぶ。
- 2014年3月、早稲田大学政治経済学部を卒業。
- 2014年4月、日本銀行入行。（以降、マスコミ等の活動なし）
- 日本銀行ではダイバーシティ推進や金融市場のモニタリングなどに取り組み、キャリアを積む。
- 2021年現在、経営コンサルティングのアクセンチュア 株式会社で人事組織コンサルタントとして活躍している。
- 趣味は読書、音楽鑑賞、ピアノ、カラオケ、スキー。特技は数学と速読。数学検定2級・英語検定2級の資格を持っている。

## 主な活動
- 第20回国際生物学オリンピック代表サポーター（2009年4月 - ）[9] [10]
- 東京オリンピック・パラリンピック招致活動（2009年4月 - ）[11]
- 在香港日本国総領事館主催「香港発！日本の食キャンペーン」日本食PR大使（2010年1月 - ）[12] [13]
- 第3回全国数学選手権大会応援サポーター（2010年4月 - ）[14]
- 2011年世界体操競技選手権表彰式エスコート（2011年10月）[15]
- 「Meet The New JAPAN 2013」日本観光PR（2012年11月）  [16]
- トビタテ!留学JAPAN「第1回 Go Global Japan Expo」（2013年12月）[17]

## 主な出演作品

### 映画
- スプリング☆デイズ（2007年8月ロードショー） - 主演（岡山千春 役）[18]

### 番組
- アイドルcheck!（2005年 - 2007年、あっ!とおどろく放送局） - MC
- 日テレG+どれどれトーク（2009年3月）[19]
- 絶対に知っておきたい20人（2009年4月、日本テレビ）[20]
- 人生が変わる1分間の深イイ話（2009年4月、日本テレビ）[21]
- We Can☆（2009年4月 - 2010年3月、BSフジ）

### 雑誌
- セブンティーン
- MEN'S NON-NO
- 週刊文春 原色美女図鑑
- 人民網 [22]